# Kumasi
Kumasi je město v africkém státu Ghana. Je metropolí oblasti Ašantsko. Je druhým nejlidnatějším městem v zemi.

## Název
Tradiční interpretace původu názvu říká, že název vznikl z místních jazyků, a znamená pod stromem Kuma.

## Přírodní poměry a poloha
Kumasi se nachází v jižně-centrální části země a je obklopeno hustým lesem (džunglí). Díky své pestré a rozmanité flóře je také známé jako tzv. zahradní město. Pramení zde řeka Oda.

## Obyvatelstvo
Obyvatelstvo je z 84 % křesťanské víry a z 11 % vyznává islám. Většina obyvatel je ašantské národnosti a v roce 2000 bylo 40 % obyvatel mladších 15 let.

## Historie
Kumasi je jedním z hlavních kulturních a hospodářských center Ghany. Lokalita je osídlena od doby kamenné.
Zmíněno je poprvé k roku 1695 kdy bylo hlavním městem ašantského státu. Relativní mírou rozvoje a civilizovanosti města byli zaskočeni evropští cestovatelé, kteří jej v závěru 19. století navštívili. V roce 1874 byly nicméně ve válce mezi Brity a místními Ašanty některé části města zničeny. Podle odhadů zde tehdy žilo okolo čtyřiceti tisíc lidí. Britská nadvláda umožnila, aby se z původní lokality vytvořilo moderní město. Nové domy rostly poměrně rychle. Význam Kumasi spočíval hlavně v obchodu se zlatem a v okolí pěstovanými kakaovými boby.
V roce 1931 byl postaven místní kostel svatého Petra, jako sídelní chrám pro místní arcidiecézi. 
V roce 1950 mělo Kumasi okolo sta tisíc obyvatel. Dramatický růst však vedl k tomu, že v původně zahradním městě došlo k zahuštění zástavby a ztrátě veřejných ploch, jakými jsou parky a lesy.

Ač má město prastaré kořeny, je i v mnohém velice moderní. Žádné moderní výškové budovy však v Kumasi historicky nevznikly. 

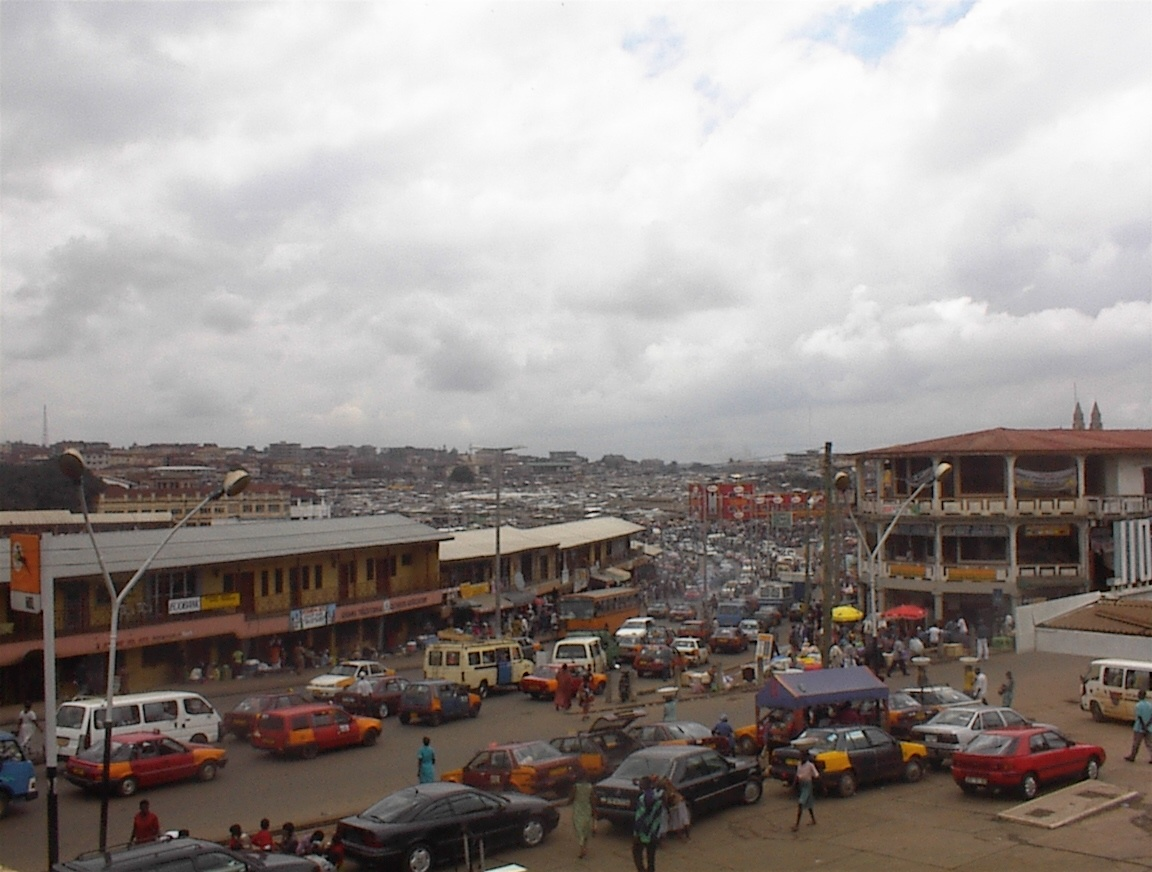
Kumasi

## Kultura a zajímavosti
Severní části města vévodí palác Manhyia. Jde o dávné sídlo královské rodiny ašantských panovníků. Byly zde sepisovány a sestavovány všechny zákony, a dokonce i ústava. Palác disponuje také soudní síní. Veškeré prostory v budově jsou za menší poplatek přístupné i turistům. 
Hlavní kulturní atrakcí města je Národní kulturní centrum (anglicky National Culture Center) vzdálené 10 minut od největší tržnice v západní Africe. Rozlehlý komplex zahrnuje muzeum ašantské historie, lidovou knihovnu, prodejnu výrobků tradičních řemesel a výstavní část. V centru je také možné navštěvovat kurzy tradičních tanců a bubnování. Prim mezi vystavovanými předměty v muzeu hraje kopie tzv. zlatého stolce, kterou použil místní vládce k obelstění Britů: když se Britové doslechli o existenci tohoto vzácného symbolu používaného již dávnými ašantskými králi, požadovali po vládnoucí vrstvě, aby jim ho vydala. Britové však dostali jen zdařilou kopii, která se běžně používala. Pravý zlatý stolec se nachází v královském paláci a je vystavován jen při výjimečných událostech. Nikdo se do něj nesmí posadit a on se ani nikdy nesmí dotknout země – vždy leží buď na svém vlastním podstavci, nebo na kůži zvířete, např. levharta. Když se Ašantové cítí být něčím ohroženi, obětují zlatému stolci. V roce 1896 došlo v obavě z možné války a ztracení zlatého stolce k deportaci jejich krále Prempeha I. Město pak bylo připojeno k britské kolonii. Zlatý stolec je vyobrazen i na ašantské vlajce.
Město Kumasi má také vlastní zoologickou zahradu. V ní lze spatřit například šimpanze, krokodýly a další. Velmi vítaným zpestřením je také Asantenský palác, výletní místo královské rodiny. Také je možné navštívit Adae Festival věnovaný pokloně králi jménem Otumfuo Osei Tutu II. Jde totiž o svátek akwasidae, během kterého ašantský vládce očisťuje trůny svých předchůdců a předkládá zesnulým duším připravenou potravu. Svátek je jedním ze čtyřiceti dvoudenních cyklů v ašantském kalendáři a živí si během adae, jak zní zkrácená verze názvu svátku, připomínají skutky zemřelých a prosí o jejich přízeň. Pro vládce je svátek příležitostí ukázat svou štědrost a na oplátku přijmout poctu od svého lidu.
Ve středu města se nachází ještě vojenské muzeum a řada dalších kulturních institucí.

## Ekonomika

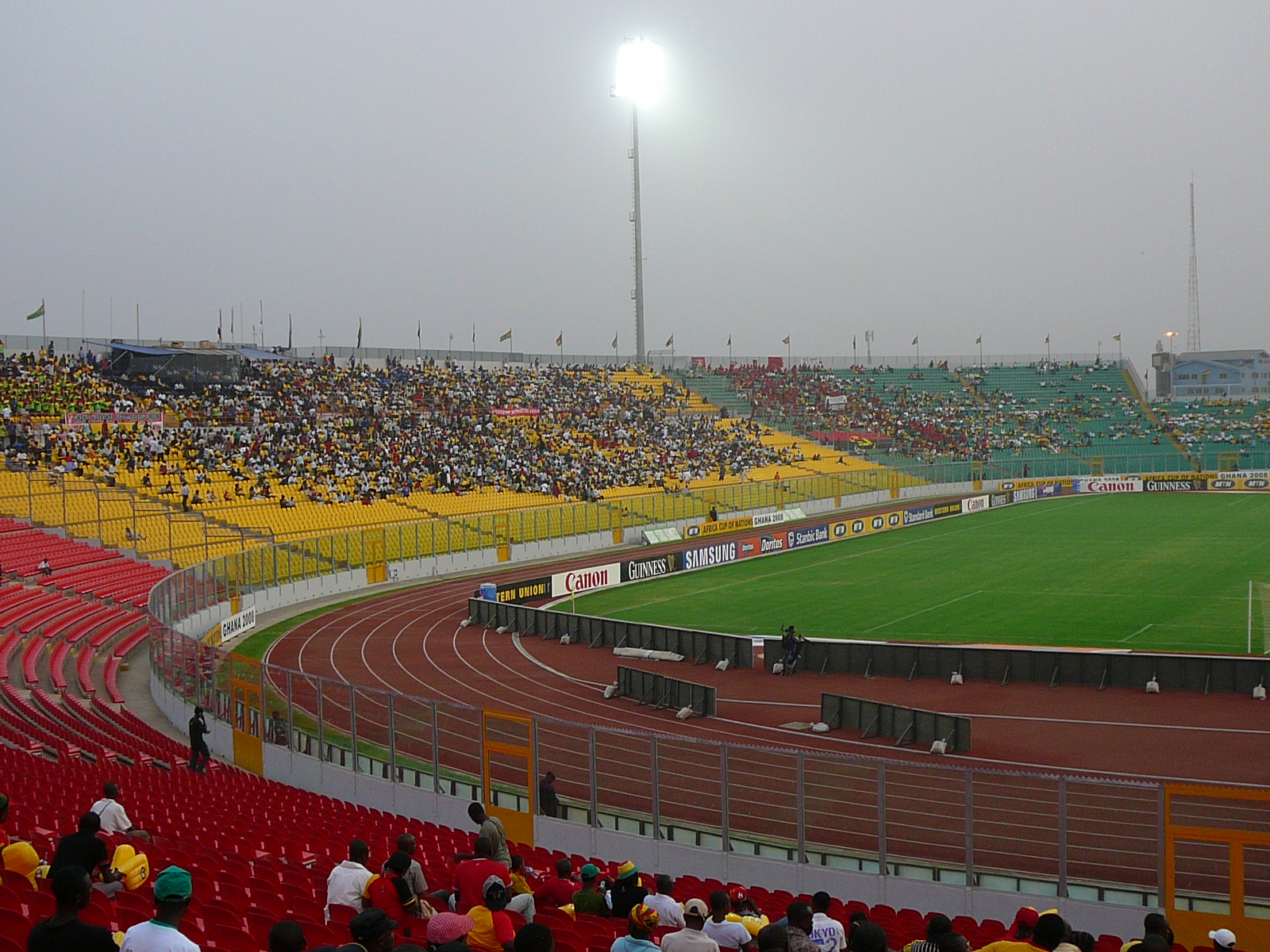
Čtvrtfinále Africa Cupu na místním fotbalovém stadionu v roce 2008.

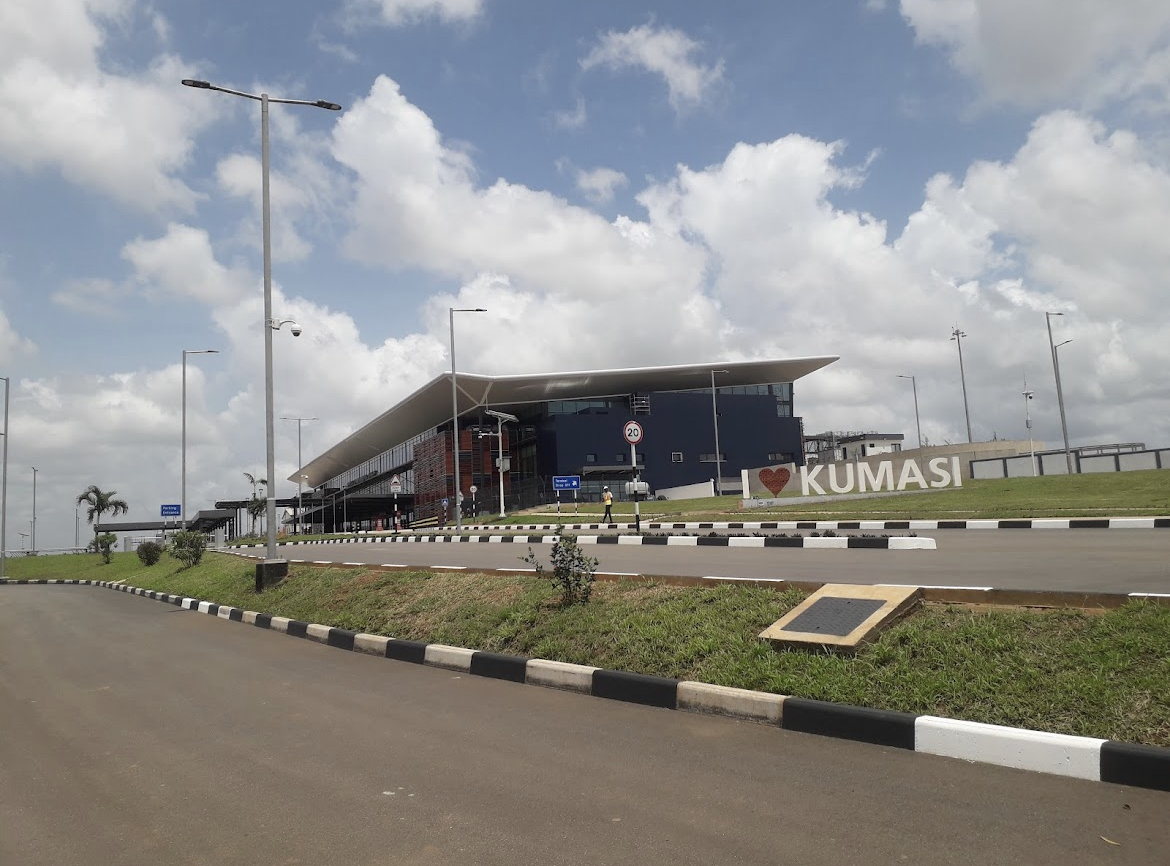
Mezinárodní letiště.

V Ghaně je Kumasi známé díky tzv. Kumawoodu, centru místního filmového průmyslu.
V okolí města se těží zlato a dřevo. V blízkosti města stojí také továrna na mýdla nebo na lepidla.
Ve středu města se nachází rozsáhlá tržnice (Kumasi Central Market.

## Doprava
V Kumasi stojí mezinárodní letiště Nana Agyeman Prempeh I International Airport. V roce 2025 byla zahájena výstavba komerčního centra v jeho blízkosti.
Silniční doprava je koncentrovaná na řadu bulvárů, které mají více silničních pruhů a jsou oddělené mimoúrovňovými křižovatkami od ostatní dopravy. Okolo středu města je veden silniční okruh, který tvoří řada takto propojených bulvárů.
Výhledově má být modernizováno i zastaralé železniční spojení.

## Školství
V Kumasi sídlí Univerzita vědy a techniky, dále několik náboženských vysokých škol a Polytechnická škola.

## Sport
Ve městě sídlí fotbalový klub s názvem Kumasi Asante Kotoko.